# Glenn Corneille
Glenn Corneille (* 13. Juli 1970 in Venlo; † 23. August 2005 in Baarn) war ein niederländischer Jazz- und Pop-Pianist.

## Leben
Corneille beendete 1995 sein Musikstudium als Pianist mit Schwerpunkt Jazz mit „cum laude“ am Konservatorium Maastricht. Er arbeitete mit verschiedenen Bands und Musikern, wie beispielsweise dem italienischen Tenor Alessandro Safina zusammen. Er betätigte sich auch als Komponist und Arrangeur. In den Jahren 2001 und 2002 war er auf Tournee mit „Lennon & McCartney“. Er nahm 2002 das international beachtete Album „finally“ mit Geert Roelofs (Schlagzeug) und Werner Lauscher (Bass) auf. Zuletzt war Corneille Teilnehmer des North Sea Jazz Festivals in Den Haag.
Corneille kam im August 2005  im Alter von 35 Jahren bei einem Autounfall ums Leben und hinterließ seine Frau Chantal und zwei Kinder.

## Diskografie
- finally, BMG 2002, EAN/UPC 0742451532821
- Enjoy Bar Jazz, Sony BMG 2003